# Elgin Baylor
Pour les articles homonymes, voir Baylor.
Elgin Gay Baylor, né le 16 septembre 1934 à Washington DC aux États-Unis et mort le 22 mars 2021 à Los Angeles, est un joueur américain de basket-ball.
Cet ailier joue 13 saisons en NBA pour Lakers de Los Angeles. De lui, Bill Russell dit qu'il est le point de repère de la perfection[réf. nécessaire]. Avec 8 finales perdues, il est le joueur qui a disputé le plus de finales NBA sans remporter le titre.

## Biographie
Elgin Baylor est formé au College of Idaho et à l'Université de Seattle, conduisant les Chieftains à la finale NCAA en 1958 perdue contre les Wildcats du Kentucky. Baylor rejoignit les Lakers de Minneapolis après sa saison junior pour la saison 1958-1959 accompagnant le déménagement de la franchise à Los Angeles en 1960.
En 1959, Baylor remporte le trophée de Rookie de l'année ainsi que celui de MVP du All-Star Game. Les trois saisons suivantes, il tourne à 34,8 ; 38,3 puis 34,0 points par match. Sa carrière aux Lakers de Los Angeles est une succession d'exploits athlétiques et surtout artistiques sur le terrain caractérisés par des envolées aériennes qui fatalement aboutissent par un panier marqué sous, face ou de côté du panier. En ce sens on peut dire qu'Elgin est le père spirituel de Julius Erving dit Dr J et de Michael Jordan. Il emmène son équipe huit fois en finales NBA, mais n'en remporte aucune. Baylor a été élu 10 fois dans la All-NBA First Team et sélectionné 11 fois pour le NBA All-Star Game.
Durant un peu plus d'un an seulement, il détient le record de points marqués sur un match avec 71 points inscrits le 15 novembre 1960, cette performance constitue aujourd'hui le 8e meilleur total individuel de l'histoire de la NBA. Par ailleurs durant sa carrière il inscrit plus de 60 points sur un match à 4 reprises, dont la performance de 61 points en finales NBA contre les Celtics de Boston le 14 avril 1962 ; il s'agit du plus grand nombre de points inscrits dans un match de finales NBA et du 2e plus grand total en playoffs, ce record ayant été battu 24 ans après par Michael Jordan qui inscrit 63 points encore contre les Celtics.
Baylor fut diminué par des problèmes de genou durant la saison 1963-1964 et ne fut plus jamais en mesure d'atteindre la moyenne de 30 points par match. Durant sa carrière, les Lakers furent une très bonne équipe, mais éclipsée par la domination des Celtics de Boston.
Baylor prend sa retraite au début de la saison 1971-1972 (après 9 matchs). Ironiquement, les Lakers établissent lors des matchs suivants un record inégalé de 33 victoires consécutives et gagnent le titre NBA. Sans avoir pourtant remporté de titre, Baylor finit sa carrière avec 23 149 points, 3 650 passes décisives et 11 463 rebonds sur 846 rencontres.
En 1974, Baylor devient assistant puis entraîneur principal du Jazz de La Nouvelle-Orleans, avec un résultat moyen de 86 victoires pour 135 défaites à la fin de la saison 1978-1979. En 1986, il devient vice-président chargé des opérations basket des Clippers de Los Angeles. Grâce à une excellente saison 2005-2006 qui voit les Clippers se qualifier pour les playoffs pour la première fois depuis 1997, Elgin Baylor reçoit le trophée de NBA Executive of the Year récompensant le dirigeant le plus méritant de la ligue.  Il est remercié un mois avant le début de la saison 2008-2009.
En 1977, Baylor est élu au Basketball Hall of Fame et son numéro 22 est retiré par les Lakers de Los Angeles. En 1980 il est nommé parmi les meilleurs joueurs de tous les temps pour le 35e anniversaire la NBA. En 1996, il est nommé dans les meilleurs joueurs du cinquantenaire de la NBA. En 2003, Slam (magazine) classe Baylor au 11e rang de son Top-75 des meilleurs joueurs NBA de tous les temps.
À ce jour, il possède la 4e meilleure moyenne de points de l'histoire de la NBA avec 27,36 points par match, ainsi que la 6e meilleure moyenne de points en playoffs avec 27,04 points par match.
Il meurt le 22 mars 2021 à Los Angeles de cause naturelle.

## Statistiques
gras = ses meilleures performances

### Universitaires
Statistiques en université d'Elgin Baylor
| Saison    | Équipe       | Matchs | % Tir | % LF | Rbds/m. | Pts/m. |
| --------- | ------------ | ------ | ----- | ---- | ------- | ------ |
| 1954-1955 | Idaho (en)   | 26     | 51,0  | 64,7 | 18,9    | 31,3   |
| 1956-1957 | Seattle (en) | 25     | 48,8  | 80,1 | 20,3    | 29,7   |
| 1957-1958 | Seattle      | 29     | 50,6  | 76,9 | 19,3    | 32,5   |
| Carrière  | Carrière     | 80     | 50,2  | 74,3 | 19,5    | 31,3   |

### Professionnelles

#### Saison régulière
Légende :
| Recrue/rookie de la saison | Meilleur joueur de cette catégorie statistique de la saison |

Statistiques en saison régulière d'Elgin Baylor
| Saison        | Équipe        | Matchs | Min./m | % Tir | % LF | Rbds/m. | Pass/m. | Pts/m. |
| ------------- | ------------- | ------ | ------ | ----- | ---- | ------- | ------- | ------ |
| 1958-1959     | Minneapolis   | 70     | 40,8   | 40,8  | 77,7 | 15,0    | 4,1     | 24,9   |
| 1959-1960     | Minneapolis   | 70     | 41,0   | 42,4  | 73,2 | 16,4    | 3,5     | 29,6   |
| 1960-1961     | L.A. Lakers   | 73     | 42,9   | 43,0  | 78,3 | 19,8    | 5,1     | 34,8   |
| 1961-1962     | L.A. Lakers   | 48     | 44,4   | 42,8  | 75,4 | 18,6    | 4,6     | 38,3   |
| 1962-1963     | L.A. Lakers   | 80     | 42,1   | 45,3  | 83,7 | 14,3    | 4,8     | 34,0   |
| 1963-1964     | L.A. Lakers   | 78     | 40,6   | 42,5  | 80,4 | 12,0    | 4,4     | 25,4   |
| 1964-1965     | L.A. Lakers   | 74     | 41,3   | 40,1  | 79,2 | 12,8    | 3,8     | 27,1   |
| 1965-1966     | L.A. Lakers   | 65     | 30,4   | 40,1  | 73,9 | 9,6     | 3,4     | 16,6   |
| 1966-1967     | L.A. Lakers   | 70     | 38,7   | 42,9  | 81,3 | 12,8    | 3,1     | 26,6   |
| 1967-1968     | L.A. Lakers   | 77     | 39,3   | 44,3  | 78,6 | 12,2    | 4,6     | 26,0   |
| 1968-1969     | L.A. Lakers   | 76     | 40,3   | 44,7  | 74,3 | 10,6    | 5,4     | 24,8   |
| 1969-1970     | L.A. Lakers   | 54     | 41,0   | 48,6  | 77,3 | 10,4    | 5,4     | 24,0   |
| 1970-1971     | L.A Lakers    | 2      | 28,5   | 42,1  | 66,7 | 5,5     | 1,0     | 10,0   |
| 1971-1972     | L.A. Lakers   | 9      | 26,6   | 43,3  | 81,5 | 6,3     | 2,0     | 11,8   |
| Carrière      | Carrière      | 846    | 40,0   | 43,1  | 78,0 | 13,5    | 4,3     | 27,4   |
| All-Star Game | All-Star Game | 11     | 29,2   | 42,7  | 79,6 | 9,0     | 3,5     | 19,8   |

#### Playoffs
Légende :
| Meilleur joueur de cette catégorie statistique de la saison |

Statistiques en playoffs d'Elgin Baylor
| Saison   | Équipe      | Matchs | Min./m | % Tir | % LF | Rbds/m. | Pass/m. | Pts/m. |
| -------- | ----------- | ------ | ------ | ----- | ---- | ------- | ------- | ------ |
| 1959     | Minneapolis | 13     | 42,8   | 40,3  | 77,0 | 12,0    | 3,3     | 25,5   |
| 1960     | Minneapolis | 9      | 45,3   | 47,4  | 84,0 | 14,1    | 3,4     | 33,4   |
| 1961     | L.A. Lakers | 12     | 45,0   | 47,0  | 82,4 | 15,3    | 4,6     | 38,1   |
| 1962     | L.A. Lakers | 13     | 43,9   | 43,8  | 77,4 | 17,7    | 3,6     | 38,6   |
| 1963     | L.A. Lakers | 13     | 43,2   | 44,2  | 82,5 | 13,6    | 4,5     | 32,6   |
| 1964     | L.A. Lakers | 5      | 44,2   | 37,8  | 77,5 | 11,6    | 5,6     | 24,2   |
| 1965     | L.A. Lakers | 1      | 5,0    | 0,0   | —    | 0,0     | 1,0     | 0,0    |
| 1966     | L.A. Lakers | 14     | 41,9   | 44,2  | 81,0 | 14,1    | 3,7     | 26,8   |
| 1967     | L.A. Lakers | 3      | 40,3   | 36,8  | 75,0 | 13,0    | 3,0     | 23,7   |
| 1968     | L.A. Lakers | 15     | 42,2   | 46,8  | 67,9 | 14,5    | 4,0     | 28,5   |
| 1969     | L.A. Lakers | 18     | 35,6   | 38,5  | 63,0 | 9,2     | 4,1     | 15,4   |
| 1970     | L.A. Lakers | 18     | 37,1   | 46,6  | 74,1 | 9,6     | 4,6     | 18,7   |
| Carrière | Carrière    | 134    | 41,1   | 43,9  | 76,9 | 12,9    | 4,0     | 27,0   |

## Records en match
Les records personnels d'Elgin Baylor en NBA sont les suivants :
| Type de statistique    | Saison régulière | Saison régulière         | Saison régulière | Playoffs | Playoffs             | Playoffs      |
| Type de statistique    | Record           | Adversaire               | Date             | Record   | Adversaire           | Date          |
| ---------------------- | ---------------- | ------------------------ | ---------------- | -------- | -------------------- | ------------- |
| Points                 | 71               | Knicks de New York       | 15 novembre 1960 | 61       | Celtics de Boston    | 14 avril 1962 |
| Paniers marqués        | 28               | Knicks de New York       | 15 novembre 1960 | 22       | Celtics de Boston    | 14 avril 1962 |
| Paniers tentés         | 55               | Warriors de Philadelphie | 8 décembre 1961  | 46       | Celtics de Boston    | 14 avril 1962 |
| Lancers francs réussis | 20               | Hawks de Saint-Louis     | 21 décembre 1962 | 18       | Hawks de Saint-Louis | 17 mars 1960  |
| Lancers francs tentés  | 24               | 2 fois                   | 2 fois           | 23       | Hawks de Saint-Louis | 17 mars 1960  |
| Rebonds totaux         | 31               | 2 fois                   | 2 fois           | 23       | 2 fois               | 2 fois        |
| Passes décisives       | 16               | Suns de Phoenix          | 9 février 1969   | 12       | Hawks d'Atlanta      | 20 avril 1969 |
| Minutes jouées         | 54               | 2 fois                   | 2 fois           | 53       | Hawks de Saint-Louis | 28 mars 1959  |

Double-Double : 548 (dont 98 en playoffs)
Triple-Double : 28 (dont 4 en playoffs)
| Nombre | Date              | Adversaire                  | Score     | Points | Rebonds | Passes décisives | Interceptions | Contres | Note                                                                                                   |
| ------ | ----------------- | --------------------------- | --------- | ------ | ------- | ---------------- | ------------- | ------- | --- |
| 1      | 20 novembre 1958  | Nationals de Syracuse       | V 102-121 | 37     | 14      | 10               |               |         | Réalisé lors de sa saison rookie à l'age de 24 ans                                                     |
| 2      | 27 novembre 1960  | Warriors de Philadelphie    | D 113-106 | 22     | 24      | 10               |               |         | |
| 3      | 1er décembre 1960 | @ Warriors de Philadelphie  | D 114-117 | 28     | 21      | 10               |               |         | |
| 4      | 2 décembre 1960   | @ Celtics de Boston         | V 120-117 | 23     | 25      | 10               |               |         | |
| 5      | 22 février 1961   | Celtics de Boston           | V 105-93  | 38     | 24      | 14               |               |         | |
| 6      | 24 mars 1961      | Hawks de Saint Louis        | V 112-118 | 25     | 18      | 10               |               |         | 1er de sa carrière réalisé en playoffs lors du 3e match de la série                                    |
| 7      | 2 décembre 1961   | Warriors de Philadelphie    | V 119-129 | 20     | 20      | 14               |               |         | |
| 8      | 13 décembre 1961  | Hawks de Saint Louis        | V 136-137 | 52     | 25      | 10               |               |         | |
| 9      | 7 novembre 1962   | @ Warriors de San Francisco | V 132-108 | 30     | 21      | 10               |               |         | |
| 10     | 1er décembre 1962 | Hawks de Saint Louis        | V 97-110  | 22     | 12      | 14               |               |         | |
| 11     | 4 janvier 1963    | Celtics de Boston           | V 123-125 | 22     | 13      | 11               |               |         | |
| 12     | 13 février 1963   | @ Celtics de Boston         | V 134-128 | 50     | 15      | 11               |               |         | |
| 13     | 11 mars 1964      | Bullets de Baltimore        | V 109-115 | 25     | 12      | 10               |               |         | |
| 14     | 17 mars 1964      | 76ers de Philadelphie       | V 97-121  | 23     | 14      | 10               |               |         | |
| 15     | 25 mars 1964      | Hawks de Saint Louis        | V 105-107 | 23     | 16      | 11               |               |         | Réalisé en playoffs lors du 3e match de la série                                                       |
| 16     | 28 janvier 1966   | Bullets de Baltimore        | V 123-138 | 11     | 14      | 10               |               |         | |
| 17     | 18 mars 1966      | Hawks de Saint Louis        | V 120-132 | 15     | 11      | 10               |               |         | |
| 18     | 27 octobre 1967   | Bulls de Chicago            | V 117-125 | 17     | 20      | 11               |               |         | |
| 19     | 29 octobre 1967   | Bullets de Baltimore        | V 105-118 | 20     | 10      | 11               |               |         | |
| 20     | 19 mars 1968      | Rockets de San Diego        | V 109-121 | 35     | 21      | 13               |               |         | |
| 21     | 27 octobre 1968   | Rockets de San Diego        | V 116-152 | 32     | 16      | 10               |               |         | |
| 22     | 1er novembre 1968 | Bulls de Chicago            | D 114-101 | 25     | 13      | 10               |               |         | |
| 23     | 3 novembre 1968   | @ Suns de Phoenix           | V 127-109 | 40     | 14      | 12               |               |         | |
| 24     | 9 février 1969    | Suns de Phoenix             | V 116-134 | 23     | 13      | 16               |               |         | |
| 25     | 28 février 1969   | Suns de Phoenix             | V 117-121 | 31     | 12      | 11               |               |         | |
| 26     | 20 avril 1969     | Hawks d'Atlanta             | V 96-104  | 29     | 11      | 12               |               |         | Réalisé en playoffs lors du 5e et dernier match de la série                                            |
| 27     | 7 novembre 1969   | Suns de Phoenix             | D 122-120 | 24     | 10      | 11               |               |         | |
| 28     | 29 avril 1970     | Knicks de New York          | D 111-108 | 13     | 12      | 11               |               |         | Le dernier de sa carrière réalisé en playoffs lors du 3e match des finales NBA 1970, à l'age de 35 ans |

## Pour approfondir
- Liste des meilleurs marqueurs en NBA en carrière.
- Liste des meilleurs marqueurs en NBA en playoffs.
- Liste des meilleurs tireurs de lancers francs en NBA en carrière.
- Liste des meilleurs tireurs de lancers francs en NBA en playoffs.
- Liste des meilleurs rebondeurs en NBA en carrière.
- Liste des meilleurs rebondeurs en NBA en playoffs.
- Liste des joueurs de NBA avec 60 points et plus sur un match.
- Liste des joueurs de NBA avec 50 points et plus sur un match de playoffs.